# Harsault
Harsault és un municipi francès, situat al departament dels Vosges i a la regió del Gran Est. L'any 2007 tenia 418 habitants.

## Demografia

### Població
El 2007 la població de fet de Harsault era de 418 persones. Hi havia 160 famílies, de les quals 52 eren unipersonals (28 homes vivint sols i 24 dones vivint soles), 44 parelles sense fills, 48 parelles amb fills i 16 famílies monoparentals amb fills.
La població ha evolucionat segons el següent gràfic:
Habitants censats

### Habitatges
El 2007 hi havia 246 habitatges, 174 eren l'habitatge principal de la família, 44 eren segones residències i 28 estaven desocupats. 220 eren cases i 24 eren apartaments. Dels 174 habitatges principals, 149 estaven ocupats pels seus propietaris, 21 estaven llogats i ocupats pels llogaters i 4 estaven cedits a títol gratuït; 6 tenien dues cambres, 25 en tenien tres, 49 en tenien quatre i 94 en tenien cinc o més. 135 habitatges disposaven pel capbaix d'una plaça de pàrquing. A 92 habitatges hi havia un automòbil i a 63 n'hi havia dos o més.

### Piràmide de població
La piràmide de població per edats i sexe el 2009 era:
| Homes | Edats   | Dones |
| ----- | ------- | ----- |
| 0     | 95 o +  | 0     |
| 0     | 90 a 94 | 0     |
| 0     | 85 a 89 | 0     |
| 0     | 80 a 84 | 12    |
| 12    | 75 a 79 | 4     |
| 16    | 70 a 74 | 12    |
| 16    | 65 a 69 | 16    |
| 8     | 60 a 64 | 8     |
| 20    | 55 a 59 | 12    |
| 16    | 50 a 54 | 16    |
| 8     | 45 a 49 | 12    |
| 12    | 40 a 44 | 8     |
| 16    | 35 a 39 | 16    |
| 12    | 30 a 34 | 12    |
| 16    | 25 a 29 | 16    |
| 0     | 20 a 24 | 8     |
| 4     | 15 a 19 | 16    |
| 24    | 10 a 14 | 0     |
| 16    | 5 a 9   | 24    |
| 12    | 0 a 4   | 12    |

## Economia
El 2007 la població en edat de treballar era de 232 persones, 149 eren actives i 83 eren inactives. De les 149 persones actives 127 estaven ocupades (82 homes i 45 dones) i 22 estaven aturades (12 homes i 10 dones). De les 83 persones inactives 33 estaven jubilades, 22 estaven estudiant i 28 estaven classificades com a «altres inactius».

### Ingressos
El 2009 a Harsault hi havia 175 unitats fiscals que integraven 427 persones, la mediana anual d'ingressos fiscals per persona era de 13.591 €.

### Activitats econòmiques
Dels 21 establiments que hi havia el 2007, 2 eren d'empreses extractives, 3 d'empreses de fabricació d'altres productes industrials, 6 d'empreses de construcció, 3 d'empreses de comerç i reparació d'automòbils, 1 d'una empresa de transport, 1 d'una empresa d'informació i comunicació, 2 d'empreses immobiliàries, 1 d'una empresa de serveis, 1 d'una entitat de l'administració pública i 1 d'una empresa classificada com a «altres activitats de serveis».
Dels 8 establiments de servei als particulars que hi havia el 2009, 1 era una oficina de correu, 1 taller de reparació d'automòbils i de material agrícola, 1 paleta, 2 guixaires pintors, 1 fusteria, 1 lampisteria i 1 saló de bellesa.

## Equipaments sanitaris i escolars
El 2009 hi havia una escola elemental integrada dins d'un grup escolar amb les comunes properes formant una escola dispersa.

## Poblacions més properes
El següent diagrama mostra les poblacions més properes.